# Aliye Demirbağ
Aliye Demirbağ (Elazığ, 19 de febrer de 1998) és una esportista turca que competeix en bàdminton. Va guanyar medalla de bronze a Yonex Dutch Open el 2018.